# Крючкозубая большеглазая акула
Крючкозубая большеглазая акула, или индоокеанская большеглазая акула, или малайская большеглазая акула (лат. Chaenogaleus macrostoma) — единственный вид рода крючкозубых большеглазых акул (Chaenogaleus) семейства большеглазых акул отряда кархаринообразных. Обитает в Индийском океане. Встречается на глубине до 59 м. Размножается плацентарным живорождением. В помёте до 4 новорождённых. Максимальная зафиксированная длина 150 см, максимальный вес 12 кг. Окрас от светло-серого до бронзового цвета, без отметин. Вид неопасен для человека. Этих акул добывают кустарным способом. Мясо употребляют в пищу.

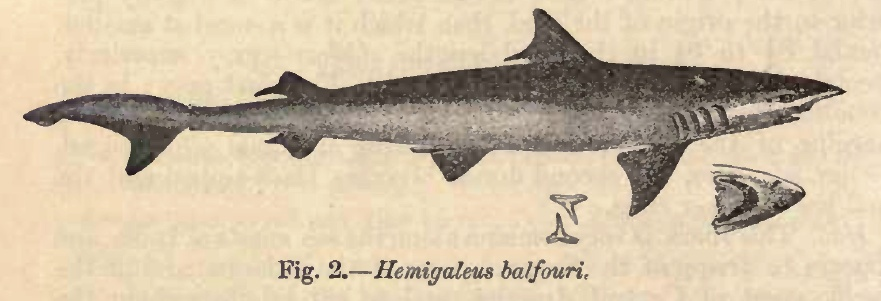
Старинное изображение крючкозубой большеглазой акулы

## Таксономия
Вид впервые описан в 1852 году. Голотип, упоминаемый Блекером, представлял собой самца длиной 69,9 см и первоначально хранился в Британском музее. Впоследствии утрачен. Вероятно, наряду с тремя представителями семейства большеглазых акул, обитающих в индо-пакистанских водах, крючкозубую большеглазую акулу ошибочно называли Hemigaleus balfouri. Кроме того, этот вид часто путают с Hemipristis elongatus.

## Ареал
Крючкозубые большеглазые акулы обитают в Индийском океане, а также в северо-западной и центрально-западной части Тихого океана — в Персидском заливе, у берегов Пакистана, Индии, Шри-Ланки, Сингапура, Таиланда, Вьетнама, Китая, Тайваня и Индонезии (Ява, Сулавеси). Они встречаются на континентальном и островном шельфе на глубине до 59 м.

## Описание
У крючкозубых большеглазых акул тонкое тело и вытянутая морда. Крупные овальные глаза вытянуты по горизонтали и оснащены мигательными перепонками. Позади глаз есть крошечные брызгальца. Жаберные щели очень длинные, в 1,8—2,1 раз превышают длину глаза. Рот в виде длинной параболы. Длина рта составляет 66—82 % от его ширины. Нижняя челюсть на симфизе закруглена. По углам рта имеются губные борозды. Длинные и загнутые в виде крючков нижние зубы видны даже когда рот закрыт. Остриё каждого из верхних зубов загнуто к углу пасти и (только на этой стороне) имеет боковые зубчики; зазубрин нет ни на нижних, ни на верхних зубах. Первый спинной плавник довольно крупный, его основание лежит между основаниями грудных и брюшных плавников. Второй спинной плавник составляет 2/3 от размера первого спинного плавника. Его основание расположено над основанием анального плавника. Анальный плавник существенно меньше обоих спинных плавников. У верхнего кончика хвостового плавника имеется небольшая вентральная выемка. Окрас от светло-серого до бронзового цвета без отметин.

## Биология
Крючкозубые большеглазые акулы размножаются плацентарным живорождением. Длина новорожденных около 20 см. В помёте бывает до 4 новорождённых. Максимальный зафиксированный размер составляет 150 см при весе до 12 кг. Самцы достигают половой зрелости при длине 83—97 см. Рацион, вероятно, состоит из небольших костистых рыб, головоногих и ракообразных.
На этих акулах паразитируют цестоды Clistobothrium tumidum, Megalonchos mandleyi, Pterobothrium heteracanthum и Pterobothrium sp..

## Взаимодействие с человеком
Вид не представляет опасности для человека. Этих акул добывают кустарным способом у берегов Шри-Ланки и Пакистана. Их ловят с помощью донных жаберных сетей и ярусов. Мясо употребляют в пищу, из отходов вырабатывают рыбную муку. Плавники из-за небольшого размера ценятся невысоко. В ареале ведётся интенсивный рыбный промысел, вид подвержен перелову. Международный союз охраны природы присвоил этому виду охранный статус «Уязвимый».